# Guggenberg (Eichenbühl)
Guggenberg ist ein Gemeindeteil der Gemeinde Eichenbühl im unterfränkischen Landkreis Miltenberg in Bayern.

## Geographie
Das Dorf Guggenberg liegt am oberen Ende eines Seitentales der Erf auf 370 m ü. NHN auf der Gemarkung von Riedern. Westlich des Ortes liegen Heppdiel und Windischbuchen, nordwestlich befindet sich Pfohlbach. Im Westen, Süden und Osten verläuft die Landesgrenze zu Baden-Württemberg mit den Gemeindegrenzen von Walldürn, Hardheim und Külsheim.

## Weiteres
Südlich der Ortsbebauung, nahe Rütschdorf, wurde der Windpark Guggenberger Höhe errichtet.